# Campionatul Mondial de Atletism din 2017

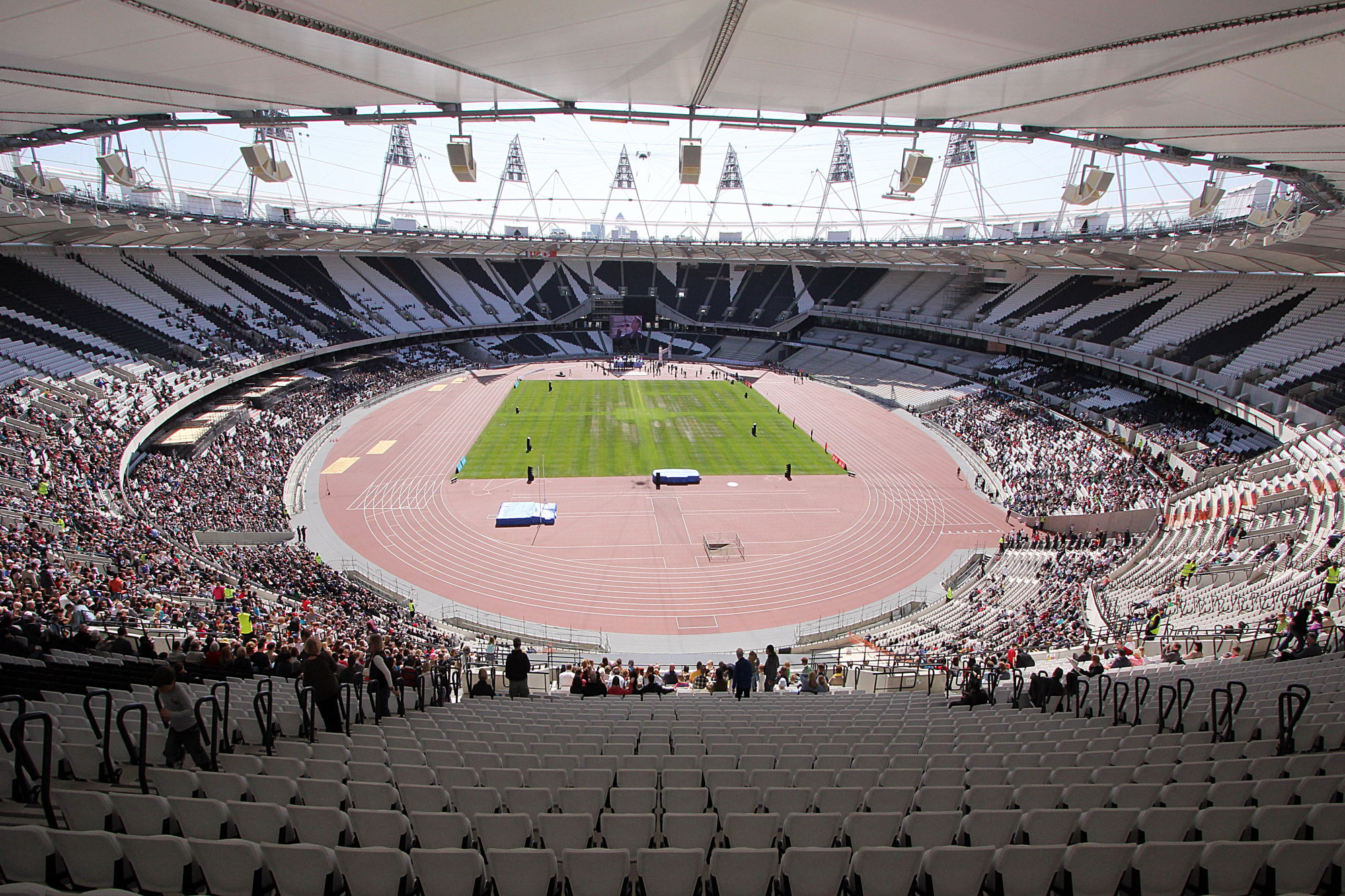
Stadionul Olimpic.

A 16-a ediție a Campionatului Mondial de Atletism s-a desfășurat între 4 și 13 august 2017 pe Stadionul Olimpic din Londra. Au participat 1857 de sportivi veniți din 197 de țări.

## Stadion
Campionatele Mondiale au avut loc pe Stadionul Olimpic din Londra (engleză Olympic Stadium) în districtul  Stratford. Acesta are o capacitate de 60.000 de locuri. Începând cu 2016, stadionul este gazda meciurilor de fotbal ale clubului de fotbal londonez West Ham United.

## Rezultate
RM - record mondial; RC - record al competiției; RN - record național; PB - cea mai bună performanță a carierei

### Masculin
| Probă sportivă       | Aur                                                                                      | Aur        | Argint | Argint      | Bronz                                                                                 | Bronz      |
| 100 m                | Justin Gatlin (USA)                                                                      | 9,92       | Christian Coleman (USA)                                                                                       | 9,94        | Usain Bolt (JAM)                                                                      | 9,95       |
| 200 m                | Ramil Guliyev (TUR)                                                                      | 20,09      | Wayde van Niekerk (RSA)                                                                                       | 20,11       | Jereem Richards (TTO)                                                                 | 20,11      |
| 400 m                | Wayde van Niekerk (RSA)                                                                  | 43,98      | Steven Gardiner (BAH)                                                                                         | 44,41       | Abdalelah Haroun (QAT)                                                                | 44,48      |
| 800 m                | Pierre-Ambroise Bosse (FRA)                                                              | 1:44,67    | Adam Kszczot (POL)                                                                                            | 1:44,95     | Kipyegon Bett (KEN)                                                                   | 1:45,21    |
| 1500 m               | Elijah Manangoi (KEN)                                                                    | 3:33,61    | Timothy Cheruiyot (KEN)                                                                                       | 3:33,99     | Filip Ingebrigtsen (NOR)                                                              | 3:34,53    |
| 5000 m               | Muktar Edris (ETH)                                                                       | 13:32,79   | Mo Farah (GBR)                                                                                                | 13:33,22    | Paul Chelimo (USA)                                                                    | 13:33,30   |
| 10 000 m             | Mo Farah (GBR)                                                                           | 26:49,51   | Joshua Cheptegei (UGA)                                                                                        | 26:49,93 PB | Paul Tanui (KEN)                                                                      | 26:50,60   |
| Maraton              | Geoffrey Kirui (KEN)                                                                     | 2:08:26    | Tamirat Tola (ETH)                                                                                            | 2:09:48     | Alphonce Simbu (TAN)                                                                  | 2:09:50    |
| 110 m garduri        | Omar McLeod (JAM)                                                                        | 13,04      | Serghei Șubenkov (ANA)                                                                                        | 13,14       | Balázs Baji (HUN)                                                                     | 13,28      |
| 400 m garduri        | Karsten Warholm (NOR)                                                                    | 48,35      | Yasmani Copello (TUR)                                                                                         | 48,49       | Kerron Clement (USA)                                                                  | 48,52      |
| 3000 m obstacole     | Conseslus Kipruto (KEN)                                                                  | 8:14,12    | Soufiane El Bakkali (MAR)                                                                                     | 8:14,49     | Evan Jager (USA)                                                                      | 8:15,53    |
| 20 km marș           | Éider Arévalo (COL)                                                                      | 1:18:53 RN | Sergey Shirobokov (ANA)                                                                                       | 1:18:55     | Caio Bonfim (BRA)                                                                     | 1:19:04 RN |
| 50 km marș           | Yohann Diniz (FRA)                                                                       | 3:33:12 RC | Hirooki Arai (JPN)                                                                                            | 3:41:17     | Kai Kobayashi (JPN)                                                                   | 3:41:19 PB |
| Ștafetă 4×100 m      | Regatul Unit Chijindu Ujah Adam Gemili Danny Talbot Nethaneel Mitchell-Blake             | 37,47 RN   | Statele Unite ale Americii Mike Rodgers Justin Gatlin Jaylen Bacon Christian Coleman BeeJay Lee*              | 37,52       | Japonia Shuhei Tada Shota Iizuka Yoshihide Kiryu Kenji Fujimitsu Asuka Cambridge*     | 38,04      |
| Ștafetă 4×400 m      | Trinidad-Tobago Jarrin Solomon Jereem Richards Machel Cedenio Lalonde Gordon Renny Quow* | 2:58,12 RN | Statele Unite ale Americii Wilbert London Gil Roberts Michael Cherry Fred Kerley Bryshon Nellum* Tony McQuay* | 2:58,65     | Regatul Unit Matthew Hudson-Smith Rabah Yousif Dwayne Cowan Martyn Rooney Jack Green* | 2:59,00    |
| Săritura în înălțime | Mutaz Essa Barshim (QAT)                                                                 | 2,35       | Danil Lysenko (ANA)                                                                                           | 2,32        | Majd Eddin Ghazal (SYR)                                                               | 2,29       |
| Săritura cu prăjina  | Sam Kendricks (USA)                                                                      | 5,95       | Piotr Lisek (POL)                                                                                             | 5,89        | Renaud Lavillenie (FRA)                                                               | 5,89       |
| Săritura în lungime  | Luvo Manyonga (RSA)                                                                      | 8,48       | Jarrion Lawson (USA)                                                                                          | 8,44        | Rushwahl Samaai (RSA)                                                                 | 8,32       |
| Triplusalt           | Christian Taylor (USA)                                                                   | 17,68      | Will Claye (USA)                                                                                              | 17,63       | Nelson Évora (POR)                                                                    | 17,19      |
| Aruncarea greutății  | Tomas Walsh (NZL)                                                                        | 22,03      | Joe Kovacs (USA)                                                                                              | 21,66       | Stipe Žunić (CRO)                                                                     | 21,46      |
| Aruncarea discului   | Andrius Gudžius (LTU)                                                                    | 69,21 PB   | Daniel Ståhl (SWE)                                                                                            | 69,19       | Mason Finley (USA)                                                                    | 68,03 PB   |
| Aruncarea suliței    | Johannes Vetter (GER)                                                                    | 89,89      | Jakub Vadlejch (CZE)                                                                                          | 89,73 PB    | Petr Frydrych (CZE)                                                                   | 88,32 PB   |
| Aruncarea ciocanului | Paweł Fajdek (POL)                                                                       | 79,81      | Valeriy Pronkin (ANA)                                                                                         | 78,16       | Wojciech Nowicki (POL)                                                                | 78,03      |
| Decatlon             | Kévin Mayer (FRA)                                                                        | 8768       | Rico Freimuth (GER)                                                                                           | 8564        | Kai Kazmirek (GER)                                                                    | 8488       |

### Feminin
| Probă sportivă       | Aur | Aur        | Argint                                                                                  | Argint     | Bronz | Bronz        |
| 100 m                | Tori Bowie (USA) | 10,85      | Marie-Josée Ta Lou (CIV)                                                                | 10,86 PB   | Dafne Schippers (NED)                                                                                               | 10,96        |
| 200 m                | Dafne Schippers (NED)                                                                                                   | 22,05      | Marie-Josée Ta Lou (CIV)                                                                | 22,08 RN   | Shaunae Miller-Uibo (BAH)                                                                                           | 22,15        |
| 400 m                | Phyllis Francis (USA)                                                                                                   | 49,92 PB   | Salwa Eid Naser (BHR)                                                                   | 50,06 RN   | Allyson Felix (USA)                                                                                                 | 50,08        |
| 800 m                | Caster Semenya (RSA) | 1:55,16 RN | Francine Niyonsaba (BDI)                                                                | 1:55,92    | Ajee Wilson (USA)                                                                                                   | 1:56,65      |
| 1500 m               | Faith Kipyegon (KEN) | 4:02,59    | Jennifer Simpson (USA)                                                                  | 4:02,76    | Caster Semenya (RSA)                                                                                                | 4:02,90      |
| 5000 m               | Hellen Obiri (KEN) | 14:34,86   | Almaz Ayana (ETH)                                                                       | 14:40,35   | Sifan Hassan (NED)                                                                                                  | 14:42,73     |
| 10 000 m             | Almaz Ayana (ETH) | 30:16,32   | Tirunesh Dibaba (ETH)                                                                   | 31:02,69   | Agnes Jebet Tirop (KEN)                                                                                             | 31:03,50 PB  |
| Maraton              | Rose Chelimo (BHR) | 2:27:11    | Edna Kiplagat (KEN)                                                                     | 2:27:18    | Amy Cragg (USA) | 2:27:18      |
| 100 m garduri        | Sally Pearson (AUS) | 12,59      | Dawn Harper-Nelson (USA)                                                                | 12,63      | Pamela Dutkiewicz (GER)                                                                                             | 12,72        |
| 400 m garduri        | Kori Carter (USA) | 53,07      | Dalilah Muhammad (USA)                                                                  | 53,50      | Ristananna Tracey (JAM)                                                                                             | 53,74 PB     |
| 3000 m obstacole     | Emma Coburn (USA) | 9:02,58 RC | Courtney Frerichs (USA)                                                                 | 9:03,77 PB | Hyvin Jepkemoi (KEN)                                                                                                | 9:04,03      |
| 20 km marș           | Yang Jiayu (CHN) | 1:26:18 PB | Lupita González (MEX)                                                                   | 1:26:19    | Antonella Palmisano (ITA)                                                                                           | 1:26:36 PB   |
| 50 km marș           | Inês Henriques (POR) | 4:05:56 RM | Yin Hang (CHN)                                                                          | 4:08:58 RN | Yang Shuqing (CHN)                                                                                                  | 4:20:50      |
| Ștafetă 4×100 m      | Statele Unite ale Americii Aaliyah Brown Allyson Felix Morolake Akinosun Tori Bowie Ariana Washington*                  | 41,82      | Regatul Unit Asha Philip Desirèe Henry Dina Asher-Smith Daryll Neita                    | 42,12      | Jamaica Jura Levy Natasha Morrison Simone Facey Sashalee Forbes Christania Williams*                                | 42,19        |
| Ștafetă 4×400 m      | Statele Unite ale Americii Quanera Hayes Allyson Felix Shakima Wimbley Phyllis Francis Kendall Ellis* Natasha Hastings* | 3:19:02    | Regatul Unit Zoey Clark Laviai Nielsen Eilidh Doyle Emily Diamond Perri Shakes-Drayton* | 3:25:00    | Polonia Małgorzata Hołub Iga Baumgart Aleksandra Gaworska Justyna Święty Patrycja Wyciszkiewicz* Martyna Dąbrowska* | 3:25:41      |
| Săritura în înălțime | Maria Lasițkene (ANA)                                                                                                   | 2,03       | Yuliya Levchenko (UKR)                                                                  | 2,01 PB    | Kamila Lićwinko (POL)                                                                                               | 1,99         |
| Săritura cu prăjina  | Katerina Stefanidi (GRE)                                                                                                | 4,91 RN    | Sandi Morris (USA)                                                                      | 4,75       | Robeilys Peinado (VEN) Yarisley Silva (CUB)                                                                         | 4,65 =RN4,65 |
| Săritura în lungime  | Brittney Reese (USA) | 7,02       | Daria Klișina (ANA)                                                                     | 7,00       | Tianna Bartoletta (USA)                                                                                             | 6,97         |
| Triplusalt           | Yulimar Rojas (VEN) | 14,91      | Caterine Ibargüen (COL)                                                                 | 14,89      | Olga Rîpakova (KAZ)                                                                                                 | 14,77        |
| Aruncarea greutății  | Gong Lijiao (CHN) | 19,94      | Anita Márton (HUN)                                                                      | 19,49      | Michelle Carter (USA)                                                                                               | 19,14        |
| Aruncarea discului   | Sandra Perković (CRO)                                                                                                   | 70,31      | Dani Stevens (AUS)                                                                      | 69,64      | Mélina Robert-Michon (FRA)                                                                                          | 66,21        |
| Aruncarea suliței    | Barbora Špotáková (CZE)                                                                                                 | 66,76      | Li Lingwei (CHN)                                                                        | 66,25 PB   | Lü Huihui (CHN) | 65,26        |
| Aruncarea ciocanului | Anita Włodarczyk (POL)                                                                                                  | 77,90      | Wang Zheng (CHN)                                                                        | 75,98      | Malwina Kopron (POL)                                                                                                | 74,76        |
| Heptatlon            | Nafissatou Thiam (BEL)                                                                                                  | 6784       | Carolin Schäfer (GER)                                                                   | 6696       | Anouk Vetter (NED)                                                                                                  | 6636         |

## Națiuni participante
Au fost anunțați un total de 2034 de sportivi (954 femei și 1.080 bărbați) din 205 națiuni.
| - Afganistan (1) - Albania (1) - Algeria (8) - Andorra (1) - Angola (1) - Anguilla (1) - Antigua și Barbuda (5) - Argentina (10) - Armenia (1) - Echipa Refugiaților (5) - Aruba (1) - Australia (62) - Austria (5) - Atleți Neutri Autorizați (19) - Azerbaidjan (4) - Bahamas (27) - Bahrain (26) - Bangladesh (1) - Barbados (8) - Belarus (16) - Belgia (18) - Bermuda (1) - Benin (2) - Bosnia și Herțegovina (3) - Belize (1) - Bolivia (2) - Botswana (12) - Brazilia (39) - Insulele Virgine Britanice (3) - Brunei (1) - Bulgaria (8) - Burkina Faso (2) - Burundi (4) - Cambodia (1) - Camerun (2) - Canada (57) - Capul Verde (1) - Insulele Cayman (2) - Republica Centrafricană (1) - Ciad (1) - Chile (9) - China (50) - Taipeiul Chinez (2) - Republica Congo (2) - Columbia (20) - Comore (1) - Insulele Cook (1) - Costa Rica (1) - Croația (9) - Cuba (28) - Cipru (5) - Cehia (27) - Republica Democrată Congo (1) - Danemarca (4) - Djibouti (4) - Dominica (2) - Republica Dominicană (3) - Ecuador (17) - Egipt (4) - El Salvador (1) - Guineea Ecuatorială (1) - Eritreea (8) - Estonia (14) - Etiopia (46) - Fiji (1) - Finlanda (12) - Franța (55) - Polinezia franceză (1) | - Statele Federate ale Microneziei (1) - Gabon (1) - Gambia (1) - Georgia (1) - Germania (76) - Ghana (8) - Gibraltar (1) - Regatul Unit (92) - Grecia (21) - Grenada (4) - Guam (1) - Guatemala (7) - Guineea (1) - Guineea-Bissau (1) - Guyana (2) - Haiti (2) - Honduras (1) - Hong Kong, China (1) - Ungaria (16) - Islanda (3) - India (25) - Indonezia (1) - Iran (3) - Irak (1) - Irlanda (12) - Israel (8) - Italia (36) - Coasta de Fildeș (4) - Jamaica (63) - Japonia (47) - Iordania (1) - Kazahstan (13) - Kenya (50) - Kiribati (1) - Kosovo (1) - Kuwait (3) - Kârgâzstan (4) - Laos (1) - Letonia (12) - Liban (1) - Lesotho (3) - Liberia (1) - Lituania (15) - Luxemburg (1) - Macao (1) - Madagascar (1) - Macedonia (1) - Malaysia (1) - Malawi (1) - Maldive (1) - Mali (1) - Malta (1) - Insulele Marshall (1) - Mauritania (1) - Mauritius (1) - Mexic (15) - Republica Moldova (5) - Monaco (1) - Mongolia (5) - Muntenegru (1) - Montserrat (1) - Maroc (15) - Mozambic (1) - Myanmar (1) - Namibia (5) - Nauru (1) - Nepal (1) - Țările de Jos (30) | - Noua Zeelandă (12) - Nicaragua (1) - Niger (1) - Nigeria (15) - Coreea de Nord (3) - Comunitatea Insulelor Mariane de Nord (1) - Norvegia (13) - Oman (1) - Palau (1) - Pakistan (1) - Palestina (2) - Panama (3) - Papua Noua Guinee (3) - Paraguay (2) - Peru (7) - Filipine (1) - Polonia (51) - Portugalia (21) - Puerto Rico (5) - Qatar (5) - România (15) - Rwanda (1) - Sfântul Kitts și Nevis (1) - Sfânta Lucia (1) - Sfântul Vicențiu și Grenadine (1) - Samoa (2) - São Tomé și Príncipe (1) - Arabia Saudită (1) - Serbia (8) - Seychelles (1) - Sierra Leone (1) - Slovacia (5) - Slovenia (7) - Insulele Solomon (1) - Somalia (1) - Africa de Sud (29) - Coreea de Sud (17) - Sudanul de Sud (1) - Spania (59) - Sri Lanka (4) - Sudan (1) - Surinam (1) - Swaziland (1) - Suedia (32) - Elveția (19) - Siria (1) - Tadjikistan (2) - Tanzania (8) - Thailanda (2) - Togo (1) - Trinidad-Tobago (25) - Tunisia (5) - Turcia (27) - Turkmenistan (1) - Insulele Turks și Caicos (1) - Tuvalu (1) - Uganda (22) - Ucraina (48) - Emiratele Arabe Unite (1) - Statele Unite ale Americii (167) - Uruguay (5) - Insulele Virgine Americane (1) - Uzbekistan (2) - Vanuatu (1) - Venezuela (11) - Vietnam (1) - Zambia (2) - Zimbabwe (5) |

## România la Campionatul Mondial de Atletism 2017
15 sportivi au reprezentat România la Londra:
- Andrei Gag – aruncarea greutății - locul 12
- Alina Rotaru – lungime - locul 12
- Andreea Panțuroiu – triplusalt - locul 14
- Bianca Răzor – 400 m - locul 18
- Bianca Ghelber-Perie – ciocan - locul 24
- Angela Moroșanu – lungime - locul 27
- Alexandru Novac – suliță - locul 29
- Narcis Mihăilă – 50 km marș - locul 30
- Andreea Arsine – 20 km marș - locul 31
- Ana Rodean – 20 km marș - locul 34
- Claudia Bobocea – 1500 m - locul 35
- Liliana Dragomir – maraton - locul 67
- Marius  Ionescu – maraton - NT
- Paula Todoran – maraton - NT
- Florin Știrbu – 50 km marș - DS

## Participarea Republicii Moldova la campionat
5 atleți au reprezentat Republica Moldova.
- Serghei Marghiev – ciocan - locul 8
- Andrian Mardare – suliță - locul 17
- Dimitriana Surdu – greutate - locul 19
- Zalina Petrivskaia – ciocan - locul 19
- Marina Nichișenco – ciocan - locul 27